# Province de Gran Chaco
Pour les articles homonymes, voir Chaco.
La province de Gran Chaco est une des 6 provinces du département de Tarija, en Bolivie. Son chef-lieu est la ville de Yacuíba.

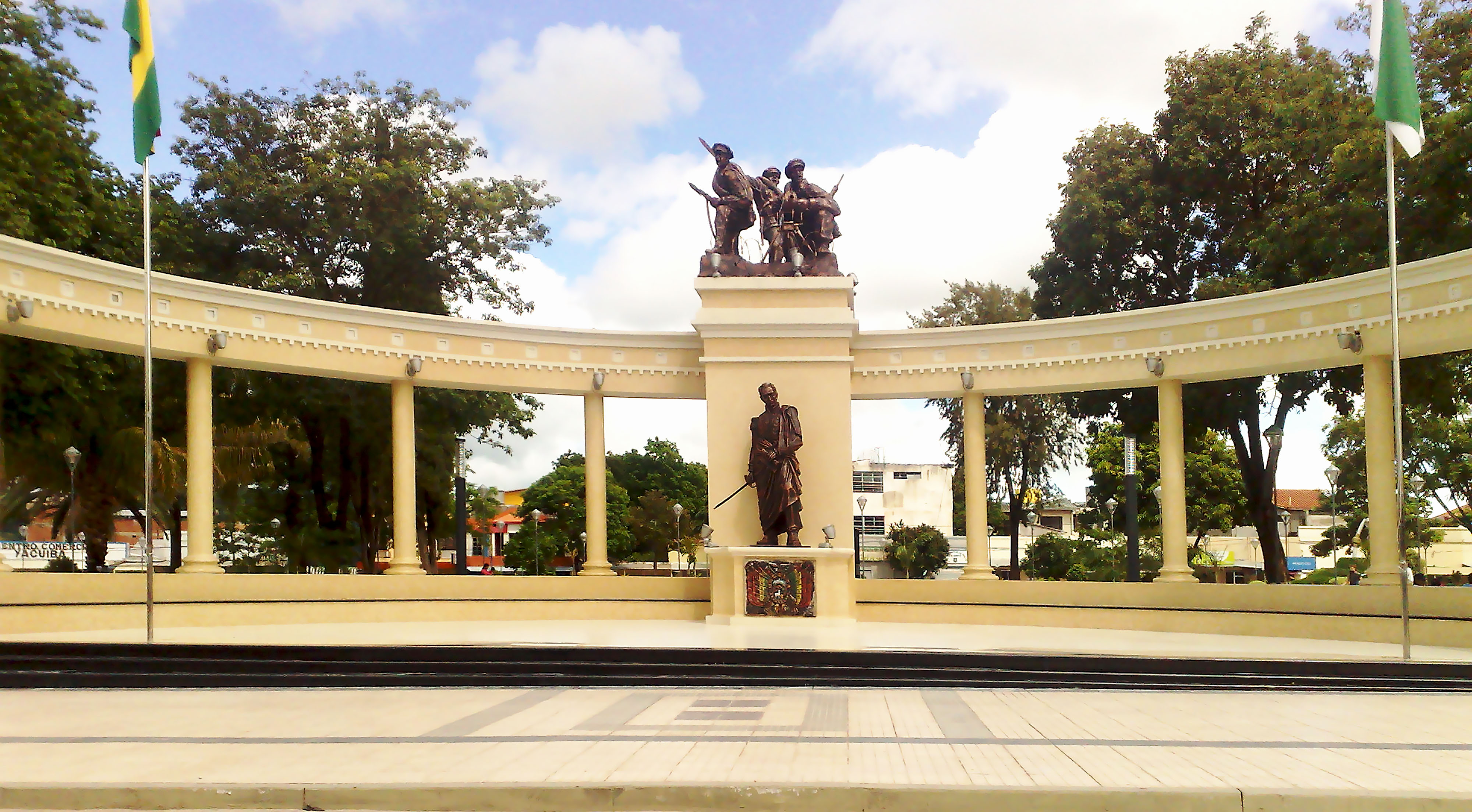
Monument en l'honneur des combattants de la Guerre du Chaco